# 지혜서

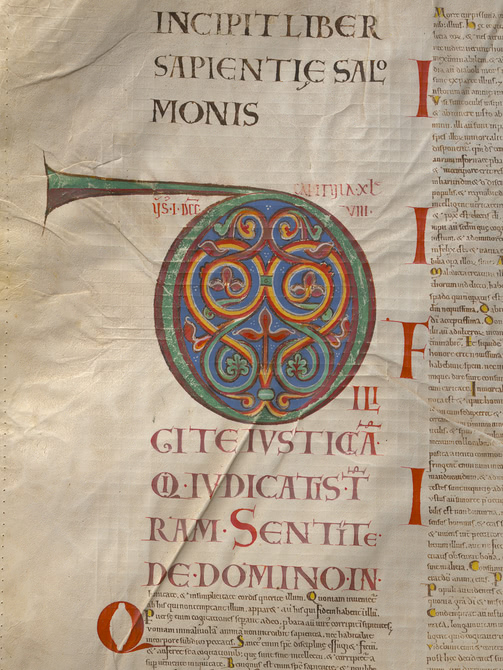

지혜서(Wisdom)는 코이네 그리스어로 번역되거나 집필된 구약성경(또는 히브리성경)인 70인역 성경의 일부분으로, 기독교의 개신교회와 유대교는 외경으로 삼는 반면 기독교의 동방정교회와 로마 가톨릭교회에서는 제2 경전으로 여긴다. 70인역에서 제목은 "솔로몬의 지혜" (소피아 살로몬, Σοφια Σαλωμων)이며, "지혜"라는 제목이 붙은 사본도 있다. 코이네 그리스어로 작성된 사본만이 존재하여 히브리어로 된 사본이 없다고 주로 본다.
70인역의 성문서 중에서 내용이 그리 많지 않은 총19장으로 구성되었다. 저자는 알려지지 않았고, 헬레니즘 문화권에서 성장한 학자나 학식 있는 유대인으로 추정한다. 개신교회와 유대교에서는 외경으로, 로마 가톨릭교회와 동방 정교회에서는 구약성경의 제2 경전으로 인정하고 있다.
지혜서는 솔로몬의 이름이 함께 사용되는 지혜문학 문헌이다. 이는 솔로몬이 작성했다는 의미보다는 이스라엘 역사에서 지식과 지혜가 융성했던 시절인 솔로몬 시기의 지혜문학의 맥을 따른다는 의미라고 볼 수 있다. 내용에서도 유대 지혜 문학의 영향을 받아 종합적인 구성을 지닌 지혜 문헌으로 모습을 갖추었다. 특히 솔로몬을 강조하면서도 코이네 그리스어로 원본이 쓰여진 이유는 코이네 그리스어를 사용하는 이들 중 유일신 신앙을 지닌 유대인과 유대교 입문자에게 유일신 신앙의 지혜 안내와 이해를 제공하기 위해서다. 따라서 지혜서는 히브리어를 알지 못하는 유대인이 많은 시기에 작성된 것으로 여겨진다. "편집 연대는 확실하지는 않으나, (문체, 어휘, 철학적 표상 등) 상당한 문학적 지표들은 그 연대를 기원전 1세기 하반기로 기울어지게 한다."
지혜서의 저자는 문헌 구조와 표현 방식으로 수사학과 헬라 사상, 유대 사상을 이해하는 코이네 그리스어를 모국어로 사용하고 헬라문화에서 성장한 인물로 여겨진다. 지혜서의 코이네 그리스어 표현과 문장 구성은 제2외국어로 코이네 그리스어를 사용하는 사람이 사용할 수 없는 수준이어서다. 하지만 문헌분석 결과 전반부와 후반부의 문체와 표현이 달라 지혜 관련 서적 두 권을 편집했거나, 두 명의 저자가 작성한 것으로 볼 수 있다.
지혜서도 다른 코이네 그리스어 외경 문헌과 마찬가지로 헬라문화에 익숙해져 점차 유대 사상과 유일신 사상을 잊어가던 이들에게 구약의 전통과 유일신 신앙을 지키게 하기 위해 작성되었다. 초기 기독교에서 지혜서는 폭넓게 정경으로서 받아들여졌고(심지어 좁은 성경인 멜리투스 목록에서 조차), 따라서 초기 기독교인들과 교부들은 편지와 같은 문헌에 성경으로서 인용하기도 하였다.
1. ↑  Thomas Römer 외 공저, 《구약성경 입문 제2권(Introduction à l'Ancien Testament)》 329쪽, 수원가톨릭대학교출판부, ISBN 978-89-7396-066-8